# ペヒラーン - キーンベルク - ガミンク線
ペヒラーン - キーンベルク - ガミンク線（ドイツ語: Bahnstrecke Pöchlarn–Kienberg-Gaming）は、オーストリア国鉄の鉄道線の名称である。路線番号は120。エアラウフ谷線の別名がつけられている。旅客列車が運行されているのはペヒラーン～シャイプス間のみで、シャイプス以南には列車が運行されていない。

## 運行形態
快速と普通について説明する。

### 快速「レギオナルエクスプレス(REX)」
- REX57系統：　シャイプス→ペヒラーン→ザンクト・ペルテン
朝に片道2本（休日も運行）運行されている。ペヒラーン以北は100号線に直通する。
2015年以前は、平日朝の片道1本のみの運行で、また120号線内でも快速運転していた。2016-19年は、朝に南行片道3本（休日1本）、昼に北行が片道1本の運行で、120号線内は現在と同じく各駅停車であった。

### 普通
- R57系統：　シャイプス - ペヒラーン
概ね1時間に1本の運行。大部分は線内のみの運行であるが、一部のみ100号線のザンクト・ペルテンまで直通する。ペヒラーンで、100号線ザンクトファレンティン方面快速(REX)と接続する。
2018年以前は、休日には2時間に1本しか運行ていなかった。2020年以前は、一日1往復に限り、シャウボデン、ゼリング、サッフェンを通過していた。

## 駅一覧
以下では、オーストリア国鉄120号線の駅と営業キロ、停車列車、接続路線などを一覧表で示す。
- 種別
  - REX：快速
  - R：普通
- 停車駅
  - ■印：全列車停車
  - ●印：一部通過
  - ○印：一部停車
  - ｜印：全列車通過

| 路線名 | 駅名                                       | 駅間営業キロ | 累計営業キロ | REX | R | 接続路線 | 所在地                   | 所在地       |
| ------ | ------------------------------------------ | ------------ | ------------ | --- | - | -------- | ------------------------ | ------------ |
| 120    | ペヒラーン駅                               | -            | 0.0          | ■   | ■ | 100号線  | ニーダーエスターライヒ州 | メルク郡     |
| 120    | エアラウフ駅                               | 4.4          | 4.4          | ■   | ■ |          | ニーダーエスターライヒ州 | メルク郡     |
| 120    | ペッツェンキルヒェン駅                     | 5.4          | 9.8          | ■   | ● |          | ニーダーエスターライヒ州 | メルク郡     |
| 120    | ヴィーゼルブルク・アン・デア・エアラウフ駅 | 1.7          | 11.5         | ■   | ■ |          | ニーダーエスターライヒ州 | シャイプス郡 |
| 120    | ミューリンク駅                             | 2.5          | 14.0         | ■   | ■ |          | ニーダーエスターライヒ州 | シャイプス郡 |
| 120    | ミューリンク・プライカ駅                   | 0.9          | 14.9         | ■   | ■ |          | ニーダーエスターライヒ州 | シャイプス郡 |
| 120    | シャウボデン駅                             | 2.9          | 17.8         | ■   | ■ |          | ニーダーエスターライヒ州 | シャイプス郡 |
| 120    | プルクシュタル駅                           | 2.3          | 20.1         | ■   | ■ |          | ニーダーエスターライヒ州 | シャイプス郡 |
| 120    | ゼリンク駅                                 | 2.4          | 22.5         | ■   | ■ |          | ニーダーエスターライヒ州 | シャイプス郡 |
| 120    | ザッフェン駅                               | 2.3          | 24.8         | ■   | ■ |          | ニーダーエスターライヒ州 | シャイプス郡 |
| 120    | シャイプス駅                               | 2.1          | 26.9         | ■   | ■ |          | ニーダーエスターライヒ州 | シャイプス郡 |
| 120    | ノイシュティフト駅                         | 1.9          | 28.8         |     |   |          | ニーダーエスターライヒ州 | シャイプス郡 |
| 120    | ノイブルック駅                             | 1.9          | 30.7         |     |   |          | ニーダーエスターライヒ州 | シャイプス郡 |
| 120    | フュルテベン駅                             | 1.0          | 31.7         |     |   |          | ニーダーエスターライヒ州 | シャイプス郡 |
| 120    | ポイテンブルク駅                           | 2.3          | 34.0         |     |   |          | ニーダーエスターライヒ州 | シャイプス郡 |
| 120    | キーンベルク・ガミンク駅                   | 3.5          | 37.5         |     |   |          | ニーダーエスターライヒ州 | シャイプス郡 |